# Salmo 114

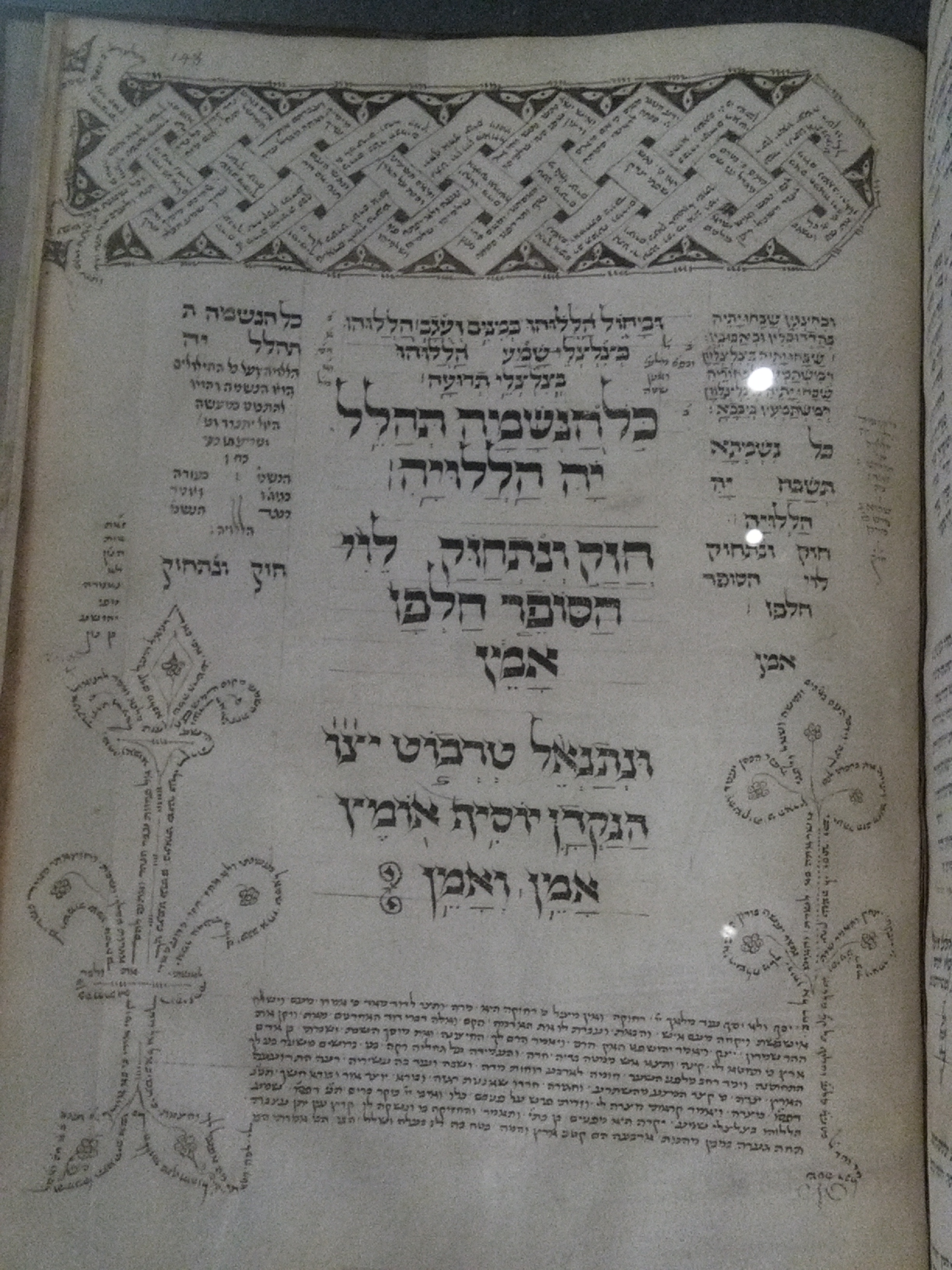
Salmo 114 en un salterio hebreo del norte de Italia, ca. 1470

El Salmo 114 es el 114.º salmo del Libro de los Salmos, que comienza en inglés en la versión de la Biblia del rey Jacobo: «Cuando Israel salió de Egipto». En el sistema de numeración ligeramente diferente de la versión griega Septuaginta y latina Vulgata de la Biblia, este salmo forma la primera parte del Salmo 113, versículos 1-8. En latín, se conoce como «In exitu Israel de Aegypto».
El salmo 114 se utiliza habitualmente en las liturgias judía, ortodoxa oriental, católica, luterana, anglicana y varias liturgias protestantes. A menudo se ha puesto música, como una versión en alemán de Heinrich Schütz para tres coros de cuatro v|oces e instrumentos, y la temprana cantata de boda de Bach Der Herr denket an uns, BWV 196. Durante el período romántico, Felix Mendelssohn puso el salmo en alemán, Gustav Holst en inglés y Albert Kellermann en hebreo.

## Texto
La siguiente tabla muestra el texto en hebreo del Salmo con vocales, junto con el texto en griego koiné de la Septuaginta y la traducción al español de la Biblia del Rey Jacobo. Tenga en cuenta que el significado puede diferir ligeramente entre estas versiones, ya que la Septuaginta y el texto masorético provienen de tradiciones textuales diferentes. En la Septuaginta, esta es la primera parte del Salmo 113, siendo el resto del Salmo 113 el Salmo 115 en la numeración masorética.
| # | Hebreo                               | Español                                                                            | Griego                                                                          |
| - | ------------------------------------ | ---------------------------------------------------------------------------------- | ------------------------------------------------------------------------------- |
| 1 | בְּצֵ֣את יִ֭שְׂרָאֵל מִמִּצְרָ֑יִם בֵּ֥ית יַ֝עֲקֹ֗ב מֵעַ֥ם לֹעֵֽז׃  | Cuando Israel salió de Egipto, la casa de Jacob de un pueblo de lengua extraña;    | ᾿Αλληλούϊα. - ΕΝ ΕΞΟΔῼ ᾿Ισραὴλ ἐξ Αἰγύπτου, οἴκου ᾿Ιακὼβ ἐκ λαοῦ βαρβάρου,      |
| 2 | הָיְתָ֣ה יְהוּדָ֣ה לְקׇדְשׁ֑וֹ יִ֝שְׂרָאֵ֗ל מַמְשְׁלוֹתָֽיו׃     | Judá era su santuario, e Israel su dominio.                                        | ἐγενήθη ᾿Ιουδαία ἁγίασμα αὐτοῦ, ᾿Ισραὴλ ἐξουσία αὐτοῦ.                          |
| 3 | הַיָּ֣ם רָ֭אָה וַיָּנֹ֑ס הַ֝יַּרְדֵּ֗ן יִסֹּ֥ב לְאָחֽוֹר׃        | El mar lo vio y huyó; el Jordán fue rechazado.                                     | ἡ θάλασσα εἶδε καὶ ἔφυγεν, ὁ ᾿Ιορδάνης ἐστράφη εἰς τὰ ὀπίσω·                    |
| 4 | הֶ֭הָרִים רָקְד֣וּ כְאֵילִ֑ים גְּ֝בָע֗וֹת כִּבְנֵי־צֹֽאן׃    | Las montañas saltaban como carneros, y las colinas como corderos.                  | τὰ ὄρη ἐσκίρτησαν ὡσεὶ κριοὶ καὶ οἱ βουνοὶ ὡς ἀρνία προβάτων.                   |
| 5 | מַה־לְּךָ֣ הַ֭יָּם כִּ֣י תָנ֑וּס הַ֝יַּרְדֵּ֗ן תִּסֹּ֥ב לְאָחֽוֹר׃   | ¿Qué te aflige, oh mar, que huyes? ¿Tú, Jordán, que te ves obligado a retroceder?  | τί σοί ἐστι, θάλασσα, ὅτι ἔφυγες, καὶ σύ, ᾿Ιορδάνη, ὅτι ἐστράφης εἰς τὰ ὀπίσω;  |
| 6 | הֶ֭הָרִים תִּרְקְד֣וּ כְאֵילִ֑ים גְּ֝בָע֗וֹת כִּבְנֵי־צֹֽאן׃   | ¿Por qué saltáis, montañas, como carneros, y vosotras, colinas, como corderos?     | τὰ ὄρη, ὅτι ἐσκιρτήσατε ὡσεὶ κριοί, καὶ οἱ βουνοὶ ὡς ἀρνία προβάτων;            |
| 7 | מִלִּפְנֵ֣י אָ֭דוֹן ח֣וּלִי אָ֑רֶץ מִ֝לִּפְנֵ֗י אֱל֣וֹהַּ יַעֲקֹֽב׃ | Tiembla, tierra, ante la presencia del Señor, ante la presencia del Dios de Jacob; | ἀπὸ προσώπου Κυρίου ἐσαλεύθη ἡ γῆ, ἀπὸ προσώπου τοῦ Θεοῦ ᾿Ιακὼβ                 |
| 8 | הַהֹפְכִ֣י הַצּ֣וּר אֲגַם־מָ֑יִם חַ֝לָּמִ֗ישׁ לְמַעְיְנוֹ־מָֽיִם׃ | Que convirtió la roca en un estanque de agua, y la piedra en una fuente de aguas.  | τοῦ στρέψαντος τὴν πέτραν εἰς λίμνας ὑδάτων καὶ τὴν ἀκρότομον εἰς πηγὰς ὑδάτων. |

### Versión Reina-Valera
1. Cuando Israel salió de Egipto, la casa de Jacob de un pueblo de lengua extraña;
2. Judá era su santuario, e Israel su dominio.
3. El mar lo vio, y huyó: el Jordán fue rechazado.
4. Las montañas saltaron como carneros, y las pequeñas colinas como corderos.
5. ¿Qué te dolió, oh mar, que huiste? tú, Jordán, ¿que fuiste rechazado?
6. ¿Montes, que saltasteis como carneros, y collados, como corderos?
7. Tiembla, tierra, ante la presencia del Señor, ante la presencia del Dios de Jacob;
8. que convirtió la roca en agua corriente, la piedra en fuente de aguas.

## Comentarios

### De la Iglesia católica

#### A todo el salmo
El Salmo 114 responde de forma concreta a la pregunta del Salmo 113,5: «¿Quién como el Señor, nuestro Dios...?», recordando las acciones poderosas de Dios a favor de su pueblo. Parece haber sido escrito para una celebración litúrgica en la que se conmemoraba el paso del mar Rojo y del río Jordán. Primero, el salmo menciona la salida de Egipto y la entrada en la tierra prometida, destacando los fenómenos sobrenaturales que ocurrieron en el mar, el Jordán y las montañas (vv. 1-4). Luego interpreta estos hechos como signos del poder de Dios sobre la naturaleza (vv. 5-8).
Este mismo poder de Dios se hace visible en los milagros de Jesús, especialmente cuando domina los elementos naturales, como al calmar la tormenta (cf. Mt 8,26). Además, Jesús usa imágenes del salmo, como los montes que saltan (v. 6), para enseñar sobre el poder de la fe.

#### A los versículos 1-4
La distinción entre Judá e Israel (v. 2) hace pensar que este salmo fue compuesto después de la división del reino a la muerte de Salomón, si bien la división territorial expresa aquí la totalidad del pueblo. Un pueblo que goza de la presencia del Señor en el Templo de Jerusalén, y que es fuerte con la fuerza de su Dios (vv. 2.7). El «su» del v. 2 ha de entenderse de Dios, aunque, para aumentar la intriga, su nombre no aparezca hasta el v. 7. Poéticamente se personifican los elementos y se les atribuyen acciones contrarias a su modo de ser: el mar, símbolo de fuerzas hostiles, huyó; el Jordán, que corre vertiginoso, dio la vuelta; los montes y las colinas, signo de estabilidad, saltaron (vv. 3-4).

#### A los versículos 5-8
En los versículos 5-6, se plantea de forma enfática una pregunta dirigida a los elementos naturales acerca de su comportamiento extraordinario. La respuesta a esa interrogación, junto con una exhortación, se encuentra en el versículo 7: la causa es la presencia del Señor, el Dios de Israel. Esta presencia, que en su momento acompañó al pueblo durante el éxodo, continúa ahora en el Templo de Jerusalén con el mismo poder. El versículo 8 recuerda que ese poder, que transformó la roca en manantial, sigue actuando para sostener a su pueblo. La intervención de Dios en la historia, manifestada en hechos concretos, se presenta como garantía de su fidelidad y como fundamento de la fe en su acción constante en favor de los suyos.

Dios es el de siempre. —Hombres de fe hacen falta: y se renovarán los prodigios que leemos en la Santa Escritura. —Ecce non est abbreviata manus Domini —¡El brazo de Dios, su poder, no se ha empequeñecido!

## Estructura y tema
Con ocho versículos, este salmo es relativamente conciso. Está compuesto por cuatro estrofas de dos versos, que la palabra Jacob envuelve. Las dos estrofas centrales evocan con imágenes llenas de vida el milagro del Mar Rojo y el paso del río Jordán. Dios es evocado sólo al final del salmo, sin duda para despertar la expectación.
El Salmo 114 de  comienza con el hebreo «בְּצֵאת יִשְׂרָאֵל, מִמִּצְרָיִם; בֵּית יַעֲקֹב, מֵעַם לֹעֵז». 

Es una de las llamadas oraciones del Hallel egipcio, aunque a veces se atribuye al Rey David.

## Versículos 1-2

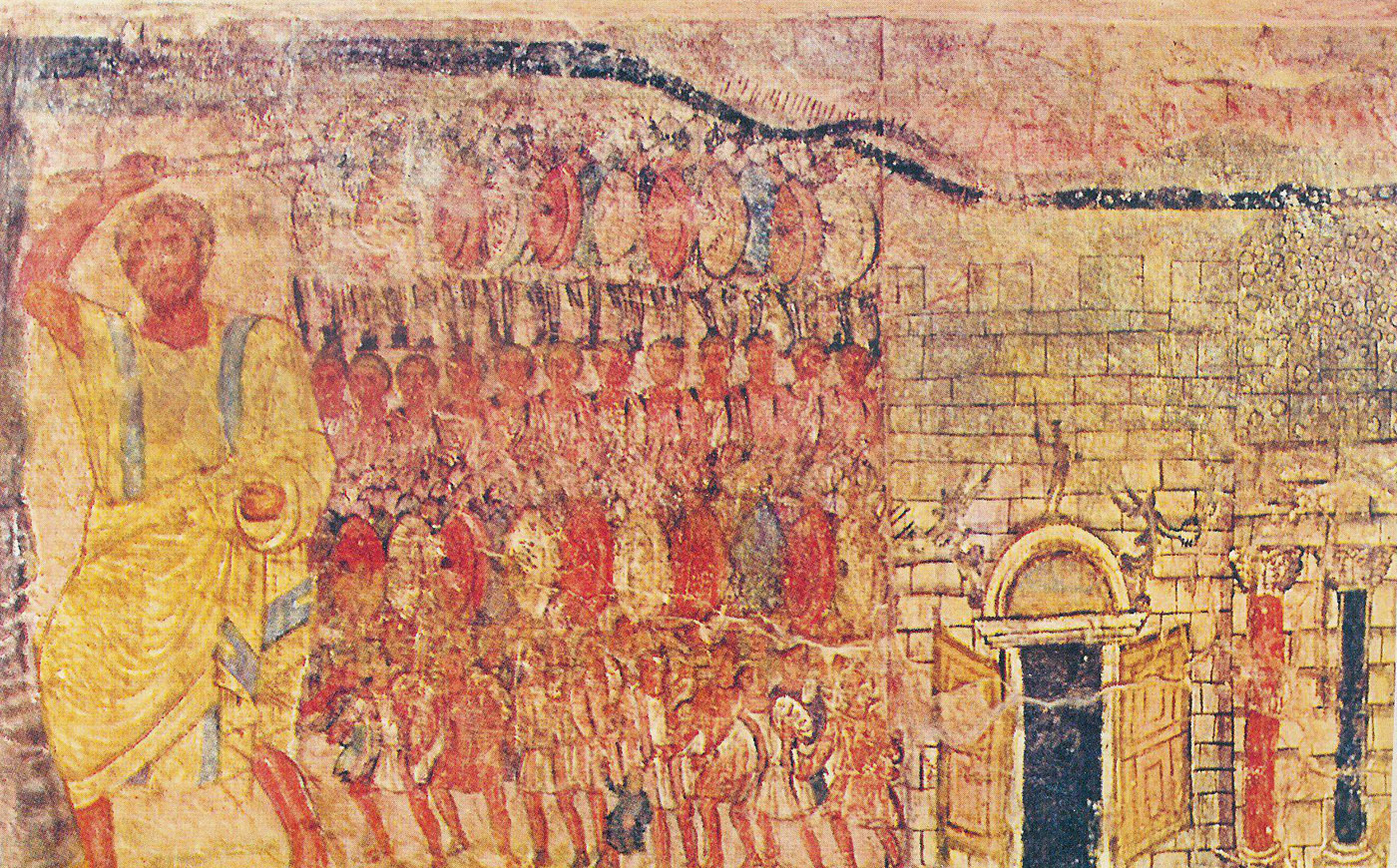
El pueblo hebreo abandona Egipto, liderado por Moisés, en un mural de la sinagoga de Dura Europos, en Siria.

1Cuando Israel salió de Egipto,
La casa de Jacob de un pueblo de lengua extraña,
2Judá se convirtió en Su santuario,
E Israel Su dominio.
Esta primera estrofa recuerda que el pueblo hebreo nace en el Éxodo de Egipto. Las palabras «santuario» y «dominio» (en la Nueva Biblia Católica, «dominio») designan toda la Tierra Santa, la herencia de Dios, no solo en sentido geográfico, sino también en sentido espiritual. Los milagros que permiten a Israel cruzar el Mar Rojo y el río Jordán se realzan poéticamente mediante el proceso de hipérbole y mediante imágenes que evocan una vida de elementos naturales, agua y montañas. Es una forma de manifestar toda la creación con Israel y participar activamente en su marcha hacia la Tierra Prometida.

## Usos

### Judaísmo

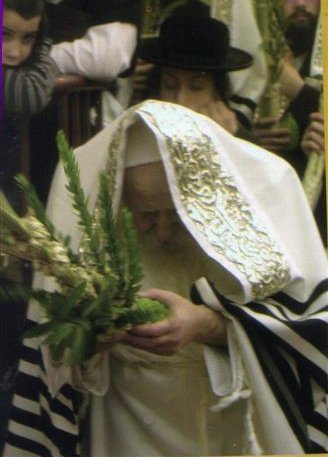
El Rebe Tosher de Montreal (Quebec), Canadá, agitando las Cuatro especies durante Sucot mientras reza el Halel.

- Es uno de los seis salmos (Salmo 113–Salmo 118) que componen el Hallel. Todos los días en que se recita el Hallel, este salmo se recita en su totalidad.[12]
- Se recita el primer y/u octavo día de Pascua en algunas tradiciones.[13]

### Cristianismo
Desde el siglo VI, el salmo se ha utilizado como lectura en los servicios funerarios cristianos, y también en el ministerio a los moribundos. También se ha leído en los servicios del Día de Pascua, ya que la liberación de Israel de la esclavitud se ve como una metáfora de la liberación del pecado.

#### Cristianismo protestante
En el Leccionario común revisado, el Salmo aparece en el Año A el decimoséptimo domingo después de Pentecostés.

#### Cristianismo Ortodoxo
En las iglesias eslavas y ortodoxas griegas, se canta como antífona para la fiesta de la Epifanía, para el domingo siguiente y para el Domingo de Ramos.

#### Iglesia católica
San Benedicto de Nursia eligió este salmo como uno de los salmos cantados para las Vísperas. Desde principios de la Edad Media, el salmo 114 se ha interpretado en la oficina de Vísperas los lunes, según la Regla de San Benito (530 d. C.).
En la Liturgia de las Horas de hoy, la primera parte del Salmo 114 se canta o se recita el domingo de Vísperas. Es el único salmo que tradicionalmente se canta con Tonus peregrinus. Para facilitar la comprensión se le asigna a cada salmo un título en rojo (rúbrica) que no forma parte del salmo.
El título del Salmo
114 es Israel librado de Egipto: las maravillas del Éxodo.

### Libro de Oración Común
En el «Libro de Oración Común» de la Iglesia de Inglaterra, este salmo está destinado a ser leído la tarde del vigésimo tercer día del mes, así como en Vísperas el Día de Pascua.

### Literatura
- John Milton escribió «A Paraphrase on Psalm 114» entre sus poemas de 1645.[25]
- Parte del salmo se cita al principio del Purgatorio de Dante.[26]

## Ajustes musicales
Heinrich Schütz compuso una paráfrasis métrica del Salmo 115 en alemán, «Nicht uns, nicht uns, Herr, lieber Gott», SWV 213, para el «Salterio Becker», publicado por primera vez en 1628.
Gilles Binchois, escribió un motete In exitu Israel (fecha desconocida)
Antoine-Esprit Blanchard escribió un gran motete, In exitu Israel, en 1749.
Jean-Joseph Cassanéa de Mondonville escribió un gran motete, In exitu Israel, en 1755.
François Giroust escribió un gran motete, In exitu Israel en 1783.
Antonio Vivaldi adaptó el salmo como motete, In exitu Israel, RV 604.
Samuel Wesley escribió un motete, In exitu Israel, para coro mixto y órgano.
Jan Dismas Zelenka compuso dos arreglos, ZWV 83 y ZWV 84, ambos para solistas y coro SATB, dos oboes, cuerdas y continuo (1725 y 1728).